# Dolichoprosopus rondoni
Dolichoprosopus rondoni är en skalbaggsart som beskrevs av Stefan von Breuning 1965. Dolichoprosopus rondoni ingår i släktet Dolichoprosopus och familjen långhorningar.
Artens utbredningsområde är Laos. Inga underarter finns listade i Catalogue of Life.